# Lin Yo-chen
Lin Yo-chen (* 24. Juni 2004 in Taipeh) ist ein taiwanischer Eishockeyspieler, der seit 2023 bei der Mannschaft Poseidon in der Chinese Taipei Hockey League spielt.

## Karriere
Lin Yo-chen begann seine Karriere bei der Prairie Hockey Academy in der Canadian Sport School Hockey League. Seit 2023 spielt er bei der Mannschaft Poseidon in der Chinese Taipei Hockey League.

### International
Im Juniorenbereich spielte Lin bei der U18-Weltmeisterschaft der Division III 2022, als er mit der besten Bullybilanz zum Aufstieg der Taiwaner in die Division II beitrug, sowie den U20-Weltmeisterschaften 2022, als er zum besten Spieler seiner Mannschaft gewählt wurde, in der Division III und nachdem dort erzielten Aufstieg 2023 und 2024 jeweils in der Division II für Taiwan.
Seinen ersten Einsatz bei einer Weltmeisterschaft für die taiwanesischen Herren hatte er bei der Weltmeisterschaft 2023 in der Division III, als erstmals der Aufstieg in die Division II gelang. Dort spielte er bei der Weltmeisterschaft 2024. Zudem stand er im Aufgebot seines Landes bei der Olympiaqualifikation für die Winterspiele in Mailand 2026.

## Erfolge und Auszeichnungen
- 2022 Aufstieg in die Division II, Gruppe B, bei der U18-Weltmeisterschaft der Division III, Gruppe A
- 2022 Aufstieg in die Division II, Gruppe B, bei der U20-Weltmeisterschaft der Division III
- 2023 Aufstieg in die Division II, Gruppe B, bei der Weltmeisterschaft der Division III, Gruppe A